# Ricky Martin (album 1999)
Ricky Martin − piąty studyjny album portorykańskiego piosenkarza Ricky’ego Martina. Płyta została wydana 11 maja 1999 roku przez wytwórnię Columbia. Sprzedaż płyty na całym świecie przekroczyła 17 milionów egzemplarzy. Ricky Martin jest trzecim krążkiem Martina, który został wydany w Stanach Zjednoczonych i pierwszym nagranym w języku angielskim. W USA album sprzedał się w ponad 660.000 egzemplarzy w pierwszym tygodniu i zadebiutował na #1 miejscu Billboard 200. Płyta ta stała się jedną z najlepiej sprzedających się w 1999 roku i uzyskała status siedmiokrotnej platyny.

## Lista utworów

### Standardowa edycja
1. „Livin’ la Vida Loca” (Robi Rosa; Desmond Child)
2. „Spanish Eyes” (Robi Rosa; Desmond Child)
3. „She's All I Ever Had” (Robi Rosa; George Noriega; Jon Secada)
4. „Shake Your Bon-Bon” (Robi Rosa; George Noriega; Desmond Child)
5. „Be Careful (Cuidado con mi corazón)” (feat. Madonna) (Madonna; William Orbit)
6. „I Am Made of You” (Robi Rosa; Desmond Child)
7. „Love You for a Day” (Robi Rosa; Randall Barlow; Desmond Child)
8. „Private Emotion” (feat. Meja) (Eric Bazilian; Rob Hyman)
9. „The Cup of Life” (Spanglish Radio Edit) (Robi Rosa; Desmond Child; Luis Gómez Escolar)
10. „You Stay with Me” (Diane Warren)
11. „Livin’ la Vida Loca” (Spanish Version) (Robi Rosa; Desmond Child; Luis Gómez Escolar)
12. „I Count the Minutes” (Diane Warren)
13. „Bella (She's All I Ever Had)” (Robi Rosa; George Noriega; Jon Secada; Luis Gómez Escolar)
14. „María” (Spanglish Radio Edit) (Ian Blake; Luis Gómez Escolar; KC Porter)

### Bonus tracks
Deluxe bonus tracks
- Niektóre edycje albumu zawierają dwa utwory bonusowe: „I'm On My Way” i hiszpańską wersję „Spanish Eyes” zatytułowaną „La Diosa del Carnaval"

1. „Livin’ la Vida Loca”
2. „Spanish Eyes”
3. „She's All I Ever Had”
4. „Shake Your Bon-Bon”
5. „Be Careful (Cuidado con mi corazón)” (feat. Madonna)
6. „Love You for a Day”
7. „Private Emotion” (feat. Meja)
8. „I'm on My Way” (Robi Rosa; Desmond Child)
9. „I Am Made of You”
10. „La diosa del carnaval (Spanish Eyes)” (Desmond Child; Robi Rosa; Luis Gómez Escolar)
11. „You Stay with Me”
12. „Livin’ la Vida Loca” (Spanish version)
13. „Bella (She's All I Ever Had)”
14. „I Count the Minutes”

## Notowania, sprzedaż i certyfikaty
| Kraj               | Najwyższa pozycja          | Certyfikat       | Sprzedaż  |
| ------------------ | -------------------------- | ---------------- | --------- |
| Australia          | 1                          | 3x Platyna       | 210,000   |
| Austria            | 3                          | Złoto            | 25,000    |
| Brazylia           |                            | Złoto            | 150,000   |
| Kanada             |                            | Diament          | 1,000,000 |
| Finlandia          | 1                          | Złoto            | 39,617    |
| Niemcy             | 2                          | Złoto            | 250,000   |
| Węgry              | 3                          |                  |           |
| Europa             | IFPI Platinum Europe Award | 2x Platyna       | 2,000,000 |
| Meksyk             |                            | 2x Platyna/Złoto | 600,000   |
| Nowa Zelandia      | 1                          | 8x Platyna       | 120,000   |
| Holandia           | 18                         | Platyna          | 70,000    |
| Norwegia           | 1                          | Platyna          | 30,000    |
| Polska             |                            | Platyna          | 40,000    |
| Szwecja            | 3                          | Platyna          | 80,000    |
| Szwajcaria         | 2                          | Platyna          | 50,000    |
| Wielka Brytania    | 2                          | Platyna          | 300,000   |
| U.S. Billboard 200 | 1                          | 7x Platyna       | 7,000,000 |

### Podsumowanie dekady
| Lista (1990-1999)  | Pozycja |
| ------------------ | ------- |
| U.S. Billboard 200 | 48      |